# Caterina Scorsone
Caterina Scorsone est une actrice canadienne, née le 16 octobre 1981 à Toronto au Canada.
Elle est principalement connue de la télévision, pour avoir incarné le rôle principal de la série policière Missing : Disparus sans laisser de trace, de 2003 à 2006.
Puis accède à la notoriété grâce à son rôle d'Amelia Shepherd qu'elle incarne dans les séries télévisées Private Practice (2010-2013) et Grey's Anatomy (2014-aujourd'hui).

## Biographie

### Enfance
Caterina Reminy Scorsone née le 16 octobre 1981 à Toronto au Canada. Elle est issue d'une famille catholique de cinq enfants d'origine italienne, Caterina est la cadette des quatre filles. Francesca, l'aînée des filles, également actrice (née en 1977, a d'ailleurs tourné aux côtés de Caterina, dans un épisode de la saison 2 de Missing et dans le film My Horrible Year avec Allison Mack), les jumelles, Casey, égyptologue et Joanna, poète. Le petit frère est étudiant à l'université de Toronto.

### Vie privée
Caterina était mariée depuis juin 2009 à Rob Giles, membre du groupe The Rescues (en). Le 6 juillet 2012, Caterina donne naissance à son premier enfant, une fille, nommée Eliza Giles. En août 2016, sa deuxième grossesse est annoncée. Le 4 novembre 2016, elle donne naissance à sa deuxième fille, Paloma Michaela Giles, qui est porteuse de trisomie 21. Le 2 novembre 2019, elle annonce sur les réseaux sociaux être enceinte de son troisième enfant. Le 13 décembre 2019, elle donne naissance à sa troisième fille, nommée Lucinda . Six mois après la naissance de leur troisième enfant, le couple divorce après plus de dix ans de mariage.

### Formation
Elle fait ses cours à la Cardinal Carter Academy for the Arts, à Toronto. Elle se produit en Oklahoma et joue dans plusieurs productions de son école secondaire, la Subway Academy II. Elle fréquente ensuite le Trinity College, à l'Université de Toronto et se spécialise dans les études littéraires et philosophiques. En 2005, elle ressort diplômée,.

### Carrière

#### Débuts précoces et révélation -Missing: Disparus sans laisser de trace
Elle commence sa carrière à huit ans, dans Mr. Dressup, une émission pour enfants de la télévision canadienne. Sa carrière est lancée, la jeune actrice se produit alors aussi bien au cinéma qu'au petit écran. Elle enchaîne les apparitions à la télévision, avant d'obtenir son premier rôle récurrent, pour la série télévisée canadienne Chair de poule, en 1998. Cette même année, elle décroche l'un des rôles principaux de la série de comédie dramatique et sportive, Power Play. Bien accueilli par la critique et notamment récompensé à quelques reprises, le show s'arrête au bout de deux saisons. L'interprétation de Scorsone est également remarquée et lui vaut une citation pour le Prix Génie de la meilleure actrice dans un second rôle, cette récompense est considérée comme l'équivalent des Emmy Awards canadiens,. Elle enchaîne et joue le rôle d'une adolescente droguée et prostituée dans le film The Third Miracle, pour lequel elle doit perdre dix kilos.
De 2003 à 2006, elle joue dans la série Missing : Disparus sans laisser de trace, mettant ses études littéraires de côté, pour les terminer par la suite. Grâce au succès de cette série, sa notoriété est grandissante. Elle incarne Jess Mastriani, une jeune femme qui voit des personnes disparues dans des visions, elle rejoint le FBI où une équipe spéciale se forme autour d'elle afin de se servir de son don pour venir en aide aux victimes de kidnapping. Après trois saisons de succès, elle déménage à Los Angeles et intervient ensuite en tant que vedette invitée dans les séries télévisées suivantes : The Border, The Guard et Crash, qui l'oppose à Dennis Hopper.
En 2009, elle décroche le rôle principal de la mini série Alice au pays des merveilles, du réseau Syfy, qui est acclamée par la critique et lui permet d'obtenir une seconde citation pour le Prix Génie de la meilleure actrice dans une mini série ou un téléfilm. À la suite de ce succès, l'actrice est engagée pour tenir un second rôle dans le thriller de Martin Campbell, Hors de contrôle, face à Mel Gibson.

#### Confirmation télévisuelle -Private PracticeetGrey's Anatomy

Logo de la série télévisée Private Practice.

En 2010, elle obtient le rôle du Dr Amélia Shepherd, dans la troisième saison de la série télévisée Private Practice, série dérivée de Grey's Anatomy, qui se concentre sur le personnage d'Addison Montgomery-Shepherd, ce qui l'a fait connaître du grand public. C'est la sœur du Docteur Derek Shepherd, l'un des personnages emblématique de la série. C'est grâce au réalisateur Eric Stoltz, qui a dirigé l'actrice en 2001, pour le téléfilm My Horrible Year!, que Caterine Scorsone est choisie par Shonda Rhimes, du fait de sa ressemblance avec Patrick Dempsey. Plébiscitée par la critique, l'actrice remporte le Prism Award 2012 de la Meilleure actrice dans une série télévisée dramatique.

Logo de la série télévisée Grey's Anatomy.

À l’arrêt de la série, en 2013, au bout de six saisons, Caterina continue de prêter ses traits à ce même personnage, dans la série télévisée mère Grey's Anatomy, en tant que personnage régulier, puis principal depuis fin de saison 10.
En 2014, elle joue un second rôle dans le film d'action The November Man, porté par Pierce Brosnan et Olga Kurylenko qui amassera le double de son budget en fin d'exploitation.

## Filmographie

### Cinéma
- 1998 : Strike! de Sarah Kernochan : Susie
- 1998 : Teen Knight de Phil Comeau : Alison
- 1999 : The Third Miracle de Agnieszka Holland : Maria Witkowski
- 2000 : À la frontière du cœur (Borderline Normal) de Jeff Beesley : Beth
- 2010 : Hors de contrôle de Martin Campbell : Melissa
- 2014 : The November Man de Roger Donaldson : Celia

### Télévision

#### Téléfilms
- 1995 : When The Dark Man Calls de Nathaniel Gutman : Angie
- 1995 : Shock Treatment de Michael Schultz : Robyn Belmore
- 1998 : Rescuers: Stories of Courage: Two Families de Tony Bill et Tim Hunter : Irena Csizmadia
- 1999 : The Devil's Arithmetic de Donna Deitch : Jessica
- 2000 : Common Ground (en)de Donna Deitch : Peggy
- 2000 : Classé X (Rated X) de Emilio Estevez : Liberty
- 2001 : My Horrible Year ! de Eric Stoltz : Babyface Hamilton

#### Séries télévisées
- 1991-1994 : Mr Dressup : rôle inconnu (nombre d'épisodes inconnu)[11],[5]
- 1993 : Ready Or Not : Colleen (saison 4, épisode 6)
- 1996 : Chair de poule : Sarah Kramer (saison 1, épisode 10)
- 1996 : Chahut au bahut : Darby (saison 1, épisode 23)
- 1996 : Psi Factor, chroniques du paranormal : Megan Lester (saison 1, épisode 2)
- 1998 : Chair de poule : Jessica Walters (saison 3, épisodes 19, 20 et 21)
- 1998 : Les repentis : Alice "Allegra" Mansfield (saison 1, épisode 17)
- 1998 : Power Play : Michelle Parker (2 saisons, 26 épisodes)
- 2002 : The Associates : Anna Clay (saison 2, épisodes 12 et 15)
- 2003 - 2006 : Missing : Disparus sans laisser de trace (1-800 Missing) : Jess Mastriani (3 saisons, 55 épisodes)
- 2008 : The Border : Sorrayya (saison 1, épisode 6)
- 2008 : The Guard : Beth (saison 1, épisode 7)
- 2008-2009 : Crash : Callie Wilkinson (saison 1 - épisodes 4, 9, 10 et 13)
- 2009 : Alice (mini série) : Alice Hamilton (2 épisodes)
- 2009 : Castle : Joan Delgado (saison 1, épisode 7)
- 2010 - 2013 : Private Practice :  Dr Amélia Shepherd (à partir de la saison 3, épisode 19 - 62 épisodes)
- depuis 2010 : Grey's Anatomy : Dr Amélia Shepherd (invitée saisons 7, 8, 9 10, principale depuis la saison 11)

## Distinctions
Sauf indication contraire ou complémentaire, les informations mentionnées dans cette section proviennent de la base de données IMDb.

### Récompenses
- Prism Award 2012 : Meilleure actrice dans une série télévisée dramatique pour Private Practice
- Quincy Jones Exceptional Advocacy Award Recipient 2020 : Global Down Syndrome Foundation

### Nominations
- Prix Gemini 1999 : Meilleure actrice dans un second rôle dans une série télévisée dramatique pour Power Play
- Prix Gemini 2010 : Meilleure actrice dans une mini série ou un téléfilm dramatique pour Alice